# Halouanndji IV
Koordinaten: 36° 39′ 0″ N, 38° 4′ 15″ O
Halouanndji IV ist ein altpaläolithischer Fundplatz am Sādschūr in Syrien, einem Nebenfluss des Euphrats. Dort fanden sich 155 Artefakte auf einer einstigen Flussterrasse. Es handelte sich um mittelgroße, aus Flusskieseln gewonnene Kerne und Abschläge sowie vier Faustkeile. Insgesamt weist das Euphrattal eine recht große Homogenität in der Steinbearbeitung auf, was stark vom Ausgangsmaterial, den besagten Flusskieseln, abhängt. Die Datierung ist nicht genau möglich, sicher ist nur, dass die Artefakte vor der Sauerstoff-Isotopenstufe 10 entstanden sein müssen, also mindestens circa 350.000 Jahre alt sind.

## Datierung
Die Fundstücke konnten mit denjenigen von Hammam Kebir II am Zusammenfluss von Euphrat und Sādschūr in Beziehung gesetzt werden, die wiederum der gleichen, als Qf II bezeichneten Formation angehörten wie Ain Abu Jemaa, Ain Tabous und Hamadine. Sie können also der Zeit zwischen MIS 36 und MIS 22 zugeordnet werden. Da allerdings die Geschwindigkeit, mit der sich der Euphrat in den Untergrund hineinschnitt am syrischen Oberlauf anscheinend größer war als am weiter unterhalb liegenden Abschnitt, könnten die Ablagerungen am oberen Abschnitt jünger sein. So lässt sich nur sagen, dass die Fundstelle jünger als MIS 36 bzw. 22 ist, aber älter als MIS 10.

## Lithische Analyse
Andrew Shaw analysierte 151 der 155 Artefakte aus Halouanndji IV. Dazu zählten vier Faustkeile, 27 nicht nach der Levalloistechnik bearbeitete Kerne, dann 118 Abschläge, die ebenfalls nicht nach der besagten Technik bearbeitet waren. Dabei sind 62,9 % der Stücke stark abradiert, der Rest ist jedoch ohne Abrasionen oder mit nur geringfügigen Spuren dieser auf Bewegungen im Untergrund zurückzuführenden Veränderungen versehen. Auf sehr geringfügige Störungen der Schichtung weist auch hin, dass nur ein kleiner Teil der Sammlung Veränderungen an den Kanten aufweist. 
Die Artefakte gehen allesamt auf groben Flint zurück, der wohl ganz überwiegend aus dem Flussbett aufgesammelt wurde. Die Kerne wurden nur geringfügig bearbeitet, wie es sich auch an Fundstätten derselben Epoche erwies, wie Latamne am Orontes. Die Kerne von Halouanndji IV waren im Schnitt 84,7 mm lang und wogen 354 g. Dabei variierte die Länge zwischen 54,8 und 139,1 mm, das Gewicht zwischen 76 und 1244 g. Die Kerne wurden meist nur für wenige Abschläge genutzt, so dass nur fünf von ihnen mehr als fünf entsprechende Kerben aufwiesen, nur einer wies 13 auf. 29,6 % von ihnen besaßen noch zu mehr als 50 % der Oberfläche ihren Kortex, der bei keinem Kern völlig entfernt worden war. 37,0 % hatten nur eine Plattform, wobei die Ausgangsgröße kein extensives Abschlagen zuließ, da die Kerne nur mittelgroß waren. 
Die vier Faustkeile weisen moderate Abrasionen auf, sind also im Fluss transportiert worden. Sie sind mittelgroß und nur wenig bearbeitet. Der größte von ihnen ist 135,4 mm lang, 69,1 mm breit und 44,2 mm dick. Der kleinste Faustkeil weist die Maße 87,5, dann 47,5 und 43,3 mm auf. Alle vier wurden ausschließlich mit einem harten Hammer bearbeitet. Das schneidende Ende befindet sich durchgängig an der Spitze. 
Die Abschläge sind überwiegend mittelgroß und relativ robust. Sie stammen von runden Flusskieseln, die ähnlich bearbeitet wurden wie die Kerne. 88,3 % weisen Kortex auf ihrem Rücken auf, die Bearbeitung erfolgte dort in 57,3 % der Fälle unidirektional. Dabei wurden selten mehrere Plattformen ausgebildet, auch wurden die Stücke während der Bearbeitung kaum in der Hand gedreht. Die Abschläge waren im Schnitt 67,3 mm lang, 55,3 mm breit und 22,1 mm dick. Der kleinste Abschlag maß 24,6 mm, dabei war er 25,4 mm breit und nur 8,3 mm dick. Der größte hingegen war 52,6 mm dick, 113,6 mm breit und 134,4 mm lang. Zwei Abschläge waren retuschiert.